# 察隅湍蛙
察隅湍蛙（学名：Amolops chayuensis），一种于中华人民共和国西藏自治区察隅县发现的两栖动物，隶属于蛙科湍蛙属。

## 形态特征
察隅湍蛙身体背部皮肤光滑，呈草绿色，具不规则的棕色斑点；雌蛙体侧上半部为绿色，下半部为浅绿与黑色云状斑镶嵌而成，雄蛙体侧为浅绿色有棕色斑点；四肢背面为橄榄绿色，后肢有褐色横斑纹；腹部为浅黄色，雌蛙咽部胸部布满小而不规则的斑点，胸前有“U”字形斑，肛门附近橘红色，雄性腹部无斑。